# Andrej Martin
Andrej Martin, né le 20 septembre 1989 à Bratislava, est un joueur de tennis slovaque, professionnel depuis 2007.

## Carrière
Il joue principalement sur le circuit Challenger. Il y a remporté 12 tournois en simple : Samarcande en 2010, Mexico City et San Benedetto en 2013, Liberec en 2014, Padoue et Biella en 2015, San Luis Potosí et Prague en 2017, Liberec en 2018 et Nanchang et Chimkent (2 fois) en 2019 ; et 10 en double dont 6 au côté du Chilien Hans Podlipnik-Castillo.
En 2016, il remporte son premier match en Grand Chelem à Roland-Garros contre Daniel Muñoz de la Nava puis bat Lucas Pouille, 31e mondial, en trois sets (6-3, 7-5, 6-3), avant de s'incliner contre Milos Raonic. En juillet, il atteint pour la première fois de sa carrière la finale d'un tournoi ATP à Umag après avoir notamment battu Martin Kližan et João Sousa. Il s'y incline face à Fabio Fognini. À la suite de cette finale, il entre pour la première fois de sa carrière dans le top 100 mondial.
Il représente son pays aux Jeux olympiques d'été de 2016 où il est aligné en simple et en double au côté de son compatriote Igor Zelenay. Il est battu en simple par Kei Nishikori au 3e tour.
En avril 2023, Martin est suspendu 14 mois à la suite d'un contrôle antidopage positif à l'ostarine. Le caractère « non intentionnel » de la prise de ce produit, reconnu lors du verdict, explique la durée de cette sanction, inférieure aux quatre ans théoriques.

## Palmarès

### Finale en simple messieurs
| No | Date       | Nom et lieu du tournoi         | Catégorie | Dotation  | Surface      | Vainqueur     | Score    |          |
| -- | ---------- | ------------------------------ | --------- | --------- | ------------ | ------------- | -------- | -------- |
| 1  | 18-07-2016 | Konzum Croatia Open Umag, Umag | ATP 250   | 463 520 € | Terre (ext.) | Fabio Fognini | 6-4, 6-1 | Parcours |

### Finale en double messieurs
| No | Date       | Nom et lieu du tournoi | Catégorie | Dotation  | Surface      | Vainqueurs                       | Partenaire               | Score    |          |
| -- | ---------- | ---------------------- | --------- | --------- | ------------ | -------------------------------- | ------------------------ | -------- | -------- |
| 1  | 31-01-2022 | Córdoba Open Córdoba   | ATP 250   | 430 530 $ | Terre (ext.) | Santiago González Andrés Molteni | Tristan-Samuel Weissborn | 7-5, 6-3 | Parcours |

## Parcours dans les tournois duGrand Chelem

### En simple
| Année | Open d'Australie | Open d'Australie | Internationaux de France | Internationaux de France | Wimbledon | Wimbledon | US Open         | US Open        |
| ----- | ---------------- | ---------------- | ------------------------ | ------------------------ | --------- | --------- | --------------- | -------------- |
| 2013  | —                | —                | —                        | —                        | —         | —         | 1er tour (1/64) | M. Kukushkin   |
| 2016  | —                | —                | 3e tour (1/16)           | Milos Raonic             | —         | —         | —               | —              |
| 2020  | —                | —                | 2e tour (1/32)           | Grigor Dimitrov          | Annulé    | Annulé    | 1er tour (1/64) | Alex de Minaur |
| 2021  | 1er tour (1/64)  | Thiago Monteiro  | 1er tour (1/64)          | Reilly Opelka            | —         | —         | —               | —              |

N.B. : à droite du résultat se trouve le nom de l'ultime adversaire.

### En double
| Année | Open d'Australie                                                                           | Open d'Australie | Internationaux de France | Internationaux de France | Wimbledon                                                                         | Wimbledon | US Open | US Open |
| ----- | ------------------------------------------------------------------------------------------ | ---------------- | ------------------------ | ------------------------ | --------------------------------------------------------------------------------- | --------- | ------- | ------- |
| 2016  | —                                                                                          | —                | —                        | —                        | 2e tour (1/16) H. Podlipnik \|\| style="text-align:left;" \| R. Bopanna F. Mergea | —         | —       |         |
| 2021  | 1er tour (1/32) T.-S. Weissborn \|\| style="text-align:left;" \| V. Pospisil D. Shapovalov | —                | —                        | —                        | —                                                                                 | —         | —       |         |

N.B. : le nom du partenaire se trouve sous le résultat ; le nom des ultimes adversaires se trouve à droite.

## Victoires sur le top 10
Toutes ses victoires sur des joueurs classés dans le top 10 de l'ATP lors de la rencontre.
| Légende      |
| Grand Chelem |
| Masters 1000 |
| 500 Series   |
| 250 Series   |

| # | A.M.   | Tournoi | Année | Surface      | Adversaire          | Rang  | Tour | Score    |
| - | ------ | ------- | ----- | ------------ | ------------------- | ----- | ---- | -------- |
| 1 | no 156 | Quito   | 2018  | Terre battue | Pablo Carreño Busta | no 10 | 1/8  | 6-4, 6-2 |

## Classements ATP en fin de saison
| Année          | 2007 | 2008 | 2009 | 2010 | 2011 | 2012 | 2013 | 2014 | 2015 | 2016 | 2017 | 2018 | 2019 | 2020 |
| Rang en simple | 1461 | 511  | 425  | 177  | 314  | 193  | 128  | 178  | 147  | 137  | 160  | 191  | 107  | 101  |
| Rang en double | 1169 | 557  | 459  | 370  | 381  | 370  | 312  | 270  | 92   | 82   | 706  | 190  | 361  | 395  |

Source : (en) Classements de Andrej Martin sur le site officiel de la Fédération internationale de tennis